# Arrondissement Vannes
Arrondissement Vannes je francouzský arrondissement ležící v departementu Morbihan v regionu Bretaň. Člení se dále na 17 kantonů a 123 obcí.

## Kantony
- Allaire
- Elven
- Grand-Champ
- Guer
- La Gacilly
- La Roche-Bernard
- La Trinité-Porhoët
- Malestroit
- Mauron
- Muzillac
- Ploërmel
- Questembert
- Rochefort-en-Terre
- Sarzeau
- Vannes-Centre
- Vannes-Est
- Vannes-Ouest